# Maria Perego
Maria Perego, née à Venise le 8 décembre 1923 et morte à Milan le 7 novembre 2019, est une artiste de l'animation italienne qui en 1959 avec son mari Federico Caldura a créé le personnage Topo Gigio.   À la fin des années 1960, avec Mario Gomboli, elle participe à la création de l'émission Les Aventures de Chaperonnette à Pois.

## Publication
- (it) Io e Topo Gigio, Marsilio, Venise, 2015.